# حزمة أيونية مركزة

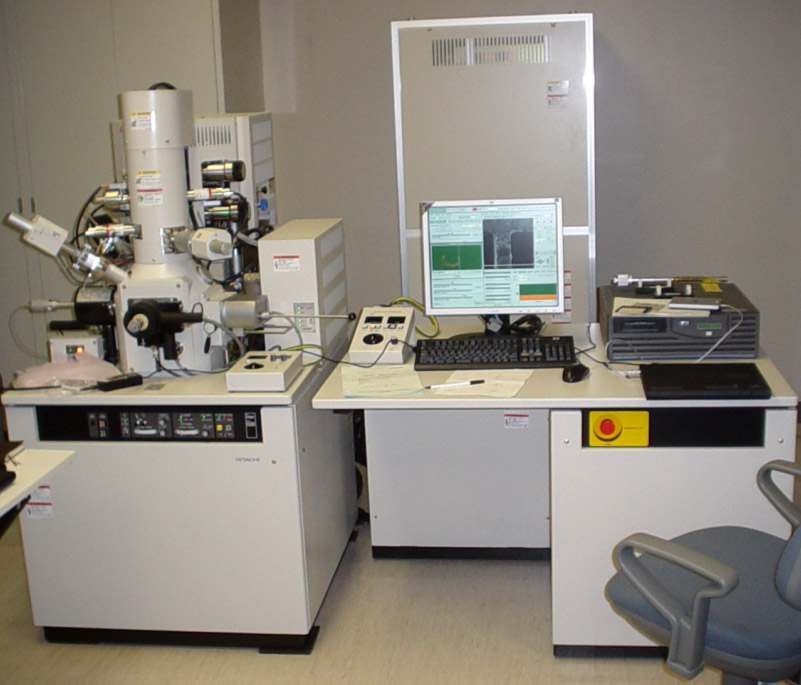
جهاز توليد حزمة أيونية مركزة

الحزمة الأيونية المركزة هي تقنية تستخدم حزمة مركزة الأيونات في المجاهر الإلكترونية من أجل إظهار صورة العينة، في حينه أنه في المجهر الإلكتروني الماسح تستخدم حزمة من الإلكترونات لذلك الغرض.
تستخدم الحزمة الأيونية المركزة بشكل خاص في مجالات ذدراسة أشباه الموصلات وعلم المواد. تستخدم لهذه التقنية أيونات من عناصر مختلفة مثل الغاليوم،أما مؤخراً فإن الأجهزة الحديثة تستخدم حزم أيونية مركزة من أيونات الغازات النبيلة، مثل الزينون.